# 库尔舍韦勒
库尔舍韦勒（法語：Courchevel，法語發音：[kuʁʃəvɛl]）是法国萨瓦省的一个市镇，属于阿尔贝维尔区。该市镇于2017年由原市镇圣邦塔朗泰斯和拉佩里耶尔合并而成。

## 地名
“库尔舍韦勒”（Courchevel）一名取自同名滑雪场。

## 地理
库尔舍韦勒（45°26'5"N, 6°38'16"E）面积68.90 平方千米，位于法国奥弗涅-罗讷-阿尔卑斯大区萨瓦省，该省份为法国东部省份，历史上为薩伏依的一部分，北起上萨瓦省，西接伊泽尔省和安省，南部和东部与上阿尔卑斯省和意大利接壤。
与库尔舍韦勒接壤的市镇（或旧市镇、城区）包括：布里德莱班、蒙塔尼、博泽勒、普拉奈、普拉洛尼昂-拉瓦努瓦斯、莱萨吕。
库尔舍韦勒的时区为UTC+01:00、UTC+02:00（夏令时）。

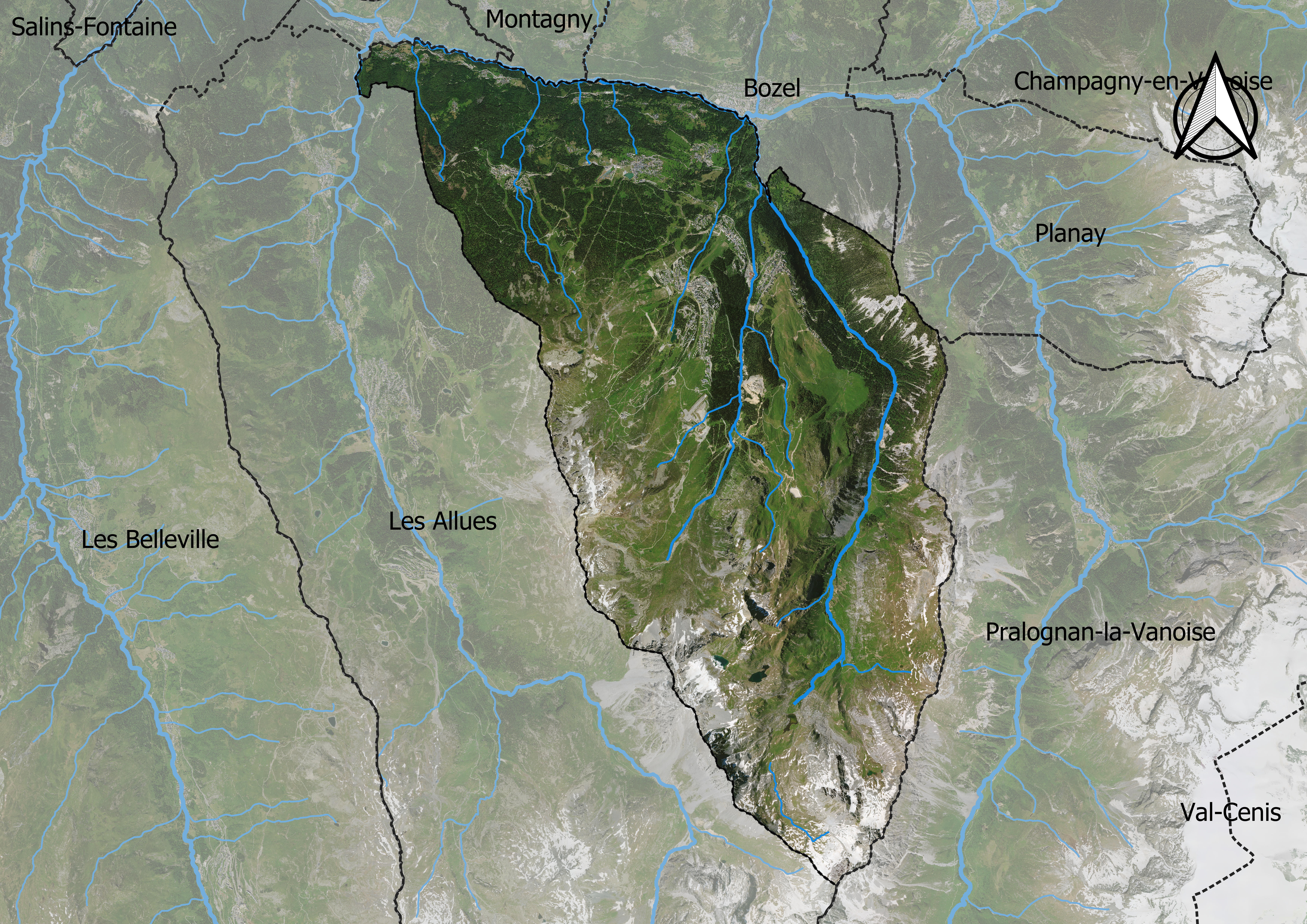
库尔舍韦勒的卫星地图

## 行政
库尔舍韦勒的邮政编码为73120，INSEE市镇编码为73227。

## 政治
库尔舍韦勒所属的省级选区为穆捷县。

## 人口
库尔舍韦勒于2022年1月1日时的人口数量为2295人。